# Pelikan (azienda)

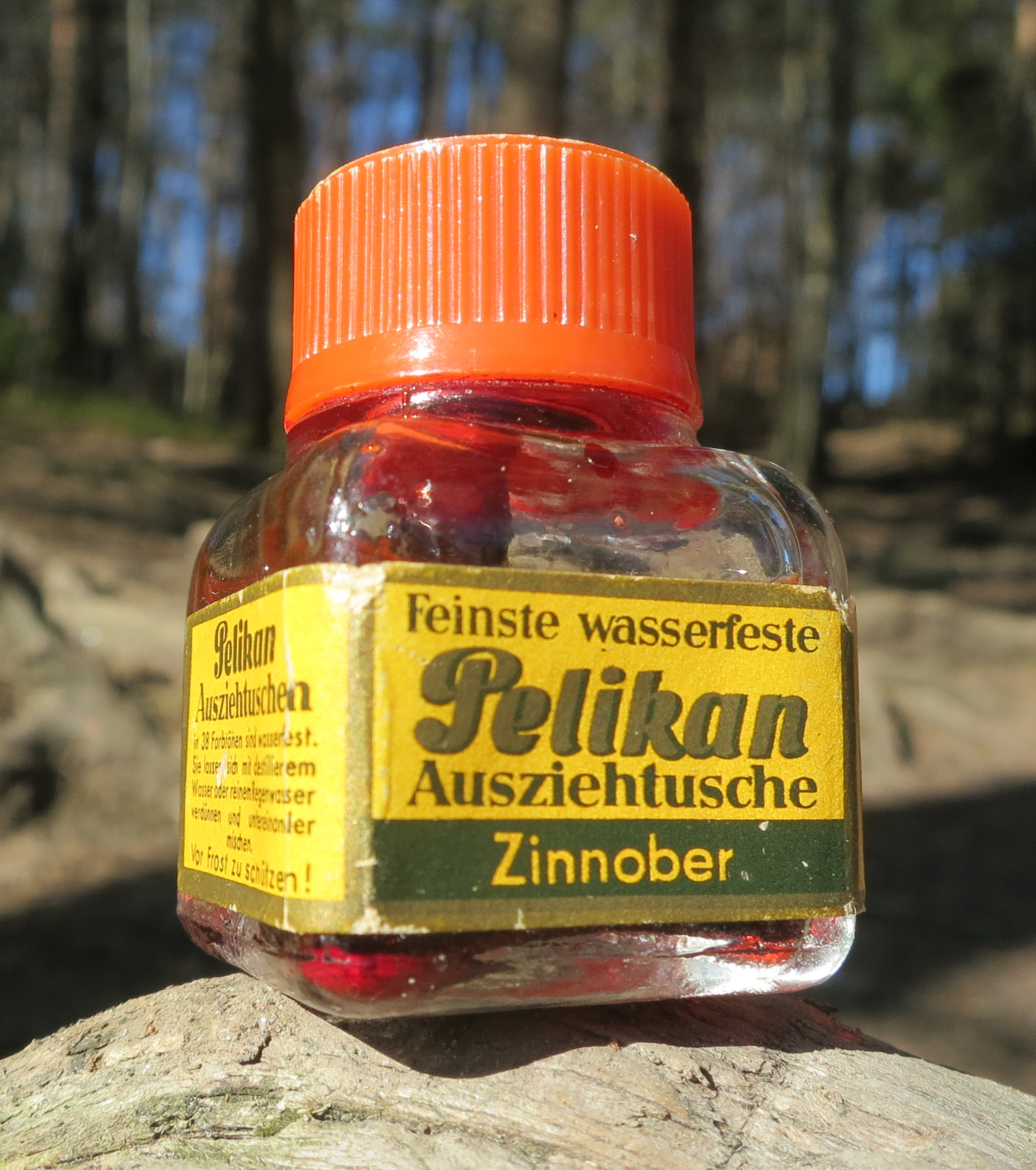
Inchiostro Pelikan degli anni '60

La Pelikan Holding AG è una storica azienda tedesca con filiali in tutto il mondo ed è conosciuta soprattutto per la produzione artigianale di penne stilografiche di qualità e per i tantissimi prodotti per la scrittura in generale.
Oltre alle stilografiche, Pelikan cominciò a produrre e produce tuttora articoli per la scrittura, colori per la scuola, accessori per l'ufficio come la carta carbone, gomme, correttori e inchiostri; molto usati sono gli inchiostri per timbri ed i relativi tamponi.
Le stilografiche ebbero una larga diffusione all'inizio degli anni sessanta del XX secolo con l'introduzione di modelli a cartuccia (tuttora in commercio), impiegati soprattutto nelle scuole elementari, dove si voleva perfezionare la grafia degli studenti, abbinati a particolari pennarelli a due punte, una per la cancellazione del segno prodotto dalla stilografica e l'altra per poter scrivere successivamente sulla parte cancellata, non potendo più, tale parte, essere scritta nuovamente con l'inchiostro contenuto nella stilografica.

## Storia

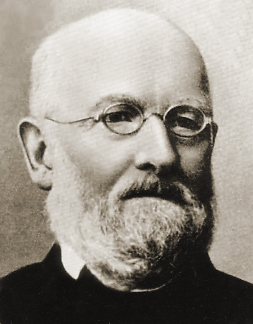
Il fondatore Carl Hornemann

### Inizi
L'azienda ha origine nel 1832 da parte del chimico Carl Hornemann (1811–1896) a Groß Munzel di Hannover, dove fonda una fabbrica di tinture e inchiostri. La data ufficiale di fondazione è il 28 aprile 1838, giorno della registrazione. Hornemann era il figlio di un fabbricante di insegne e insegnante alla corte di re Giorgio V di Hannover. all'epoca le colorazioni per i suoi lavori venivano da Francia e Inghilterra. Nel 1840 pone la sede societaria a Hannover-Hainholz. La sede modesta era in una casa in affitto nella Engelbosteler Damm (oggi Nordstadt di Hannover) dal 1842 al pian terreno. In un laboratorio vicino avveniva la fabbricazione dei colori.
Nel 1860 le maestranze raggiunsero le 20 unità. L'azienda piccola produceva per il mercato nazionale e Carl Hornemann faceva viaggi di lavoro in Austria per trovare clienti. Nel 1877 fonda la sede austriaca. Hornemann fu membro dal 1864 del Senato della città di Hannover e della camera dei deputati di Prussia.

### Marchio Pelikan
Dopo l'uscita di Hornemann nel 1871, il chimico Günther Wagner (1842-1930) prende in mano l'azienda. Nel 1878 diventerà marchio di fabbrica il Pellicano, dello stemma della sua famiglia. Il simbolo originale mostra un pellicano con tre piccoli ai suoi piedi. Dal 2003 il marchio mostra solo un piccolo di pellicano.
Dal 1880 la società iniziò l'espansione con circa 40 dipendenti. Nel 1881 Fritz Beindorff diventa responsabile del mercato dell'Austria-Ungheria, e dei paesi balcanici. Beindorff divenne nel 1887 procuratore, nel 1888 sposò la figlia di Günther Wagners, Elisabeth. Dal 1895 diventerà proprietario.

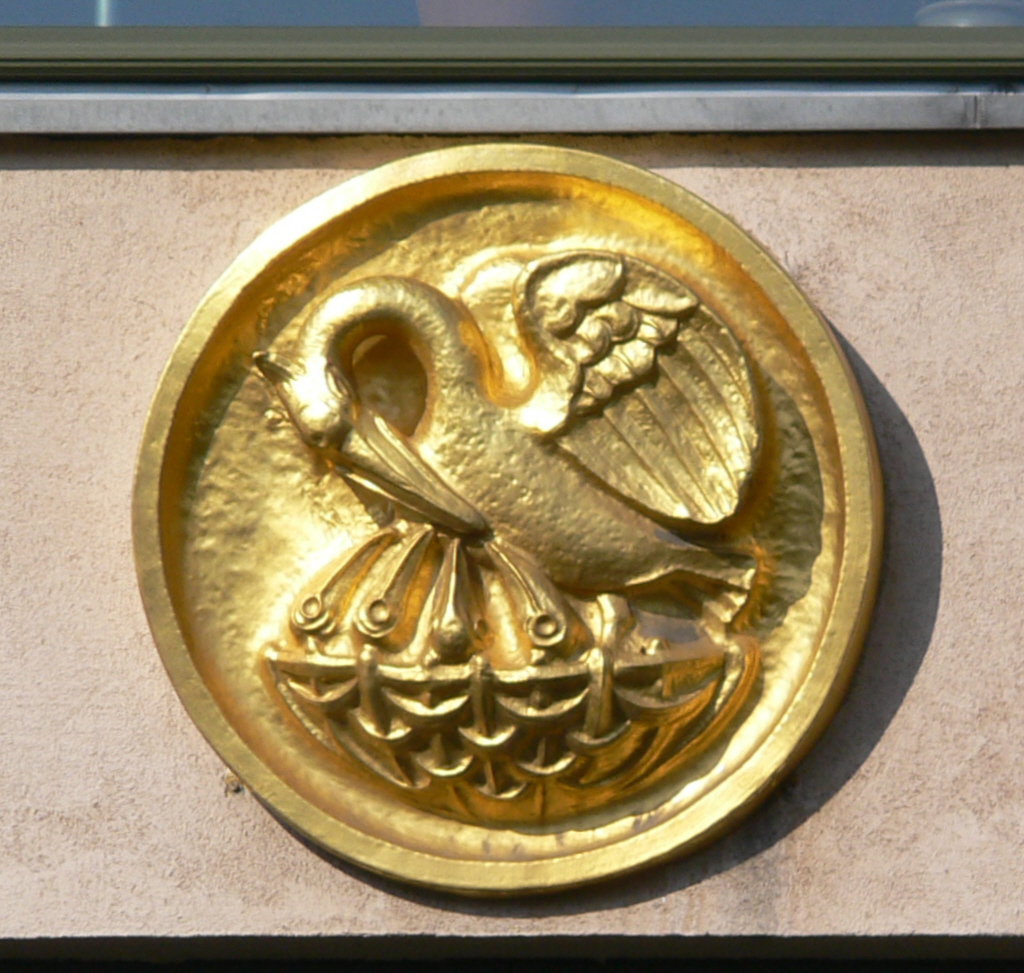
Rilievo Pelikan alla Pelikan-Haus di Berlin
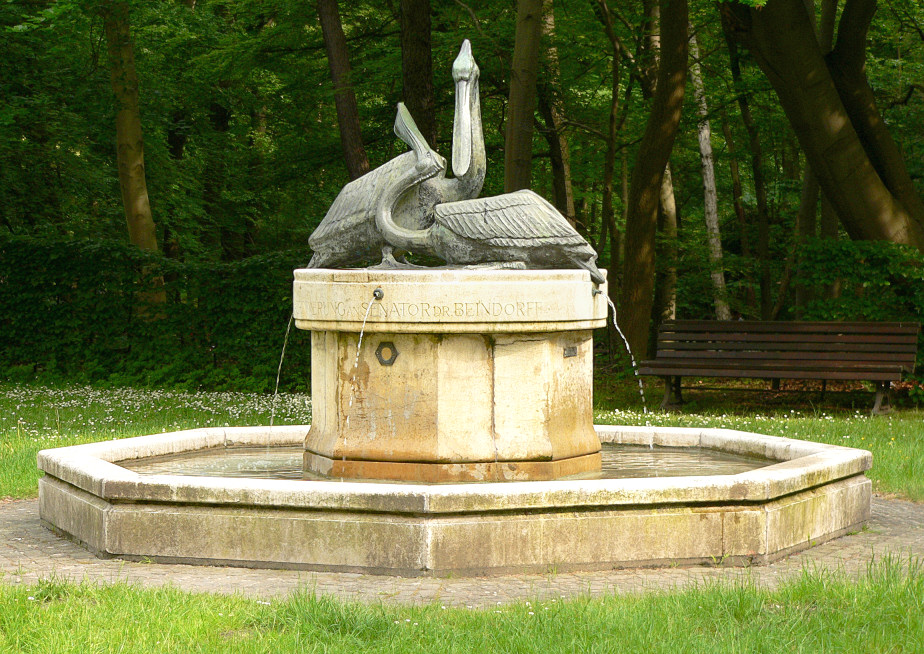
Nel 1961 Fritz Beindorff crea la Fontana Pelikan a Hannover sul Eilenriede
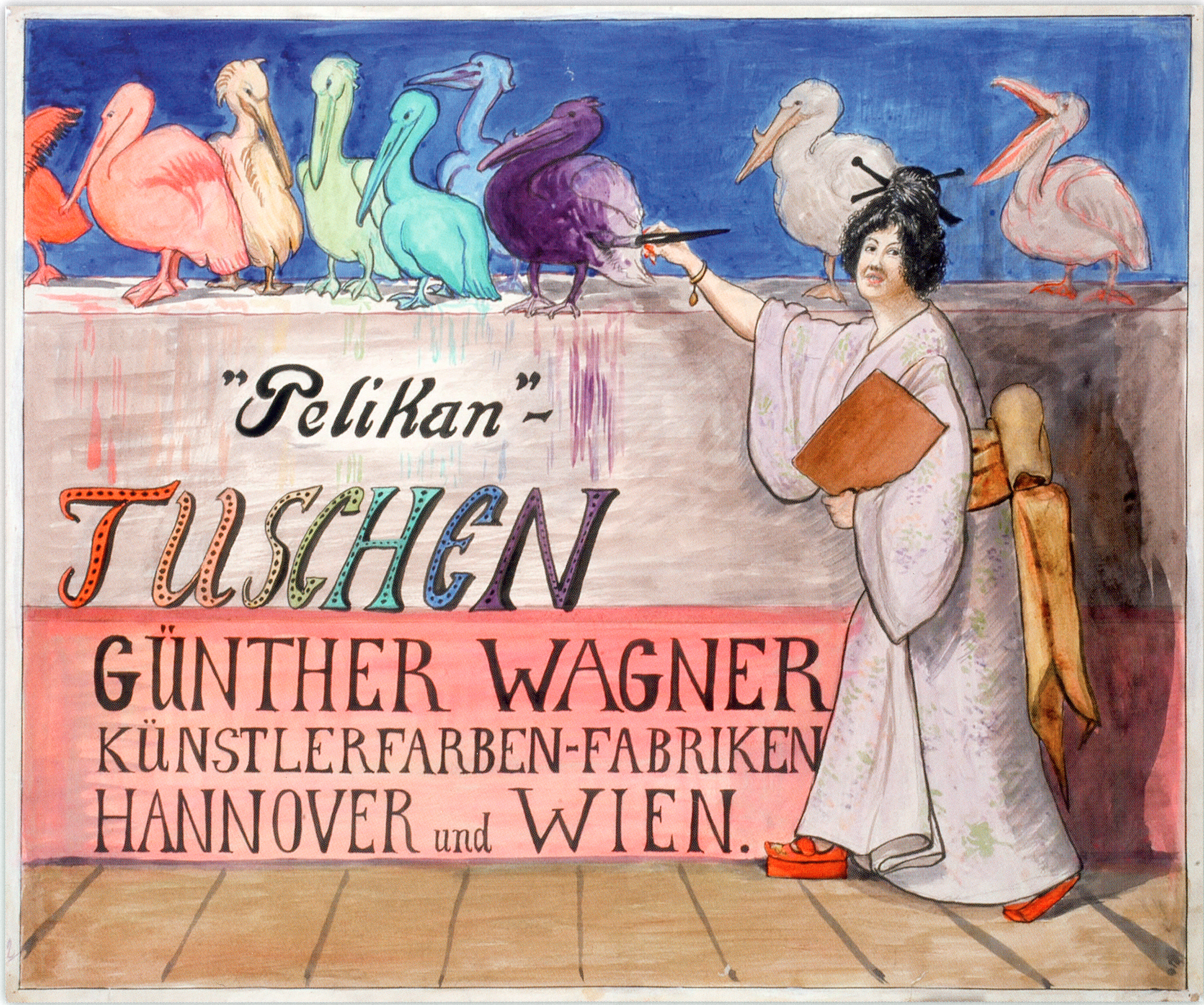
Pubblicità della „Künstlerfarben-Fabriken“ di Hannover e Wien; Manifesto autore sconosciuto, 1909
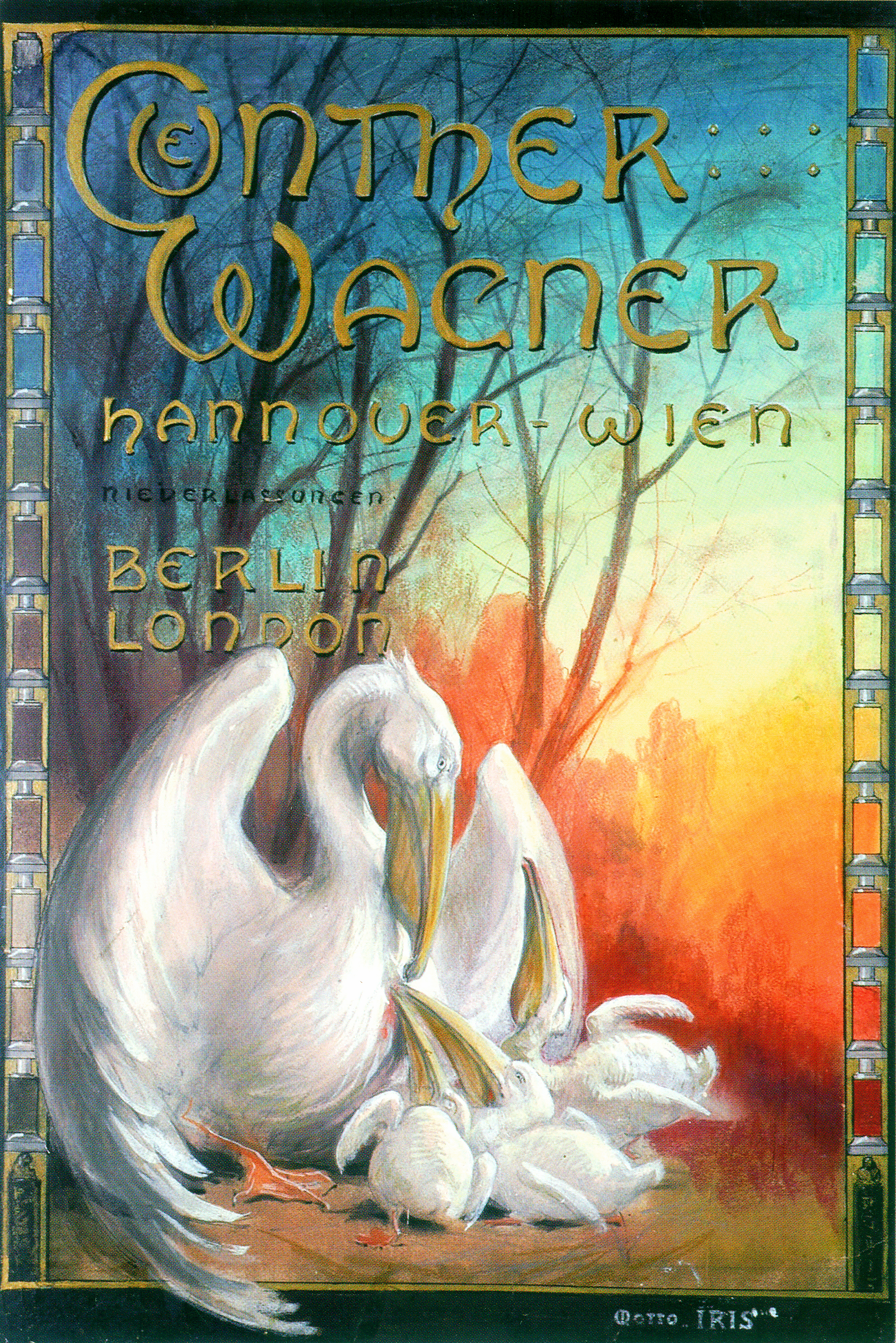
Manifesto della Günther Wagner, poi Pelikan AG, del 1903; Alois Hans Schram

### Primi prodotti
I prodotti iniziali furono colori per l'arte e la grafica. Seguirono l'inchiostro, e il bastone d'inchiostro.
Dal 1895 iniziò la produzione di articoli per ufficio. Nel 1898 viene prodotto l'inchiostro ferrogallico „4001“. Dal 1904 verrà prodotta la colla per carta Pelikanol.

### Vendita alla Hamelin
Alla fine del 2023 la Pelikan viene venduta al gruppo francese Groupe Hamelin.

## Prodotti
- Tinte (Inchiostro ferrogallico)
- Penna stilografica
- Colori a tempera K12
- colori alla caseina
- Pelikanol (Coccoina)

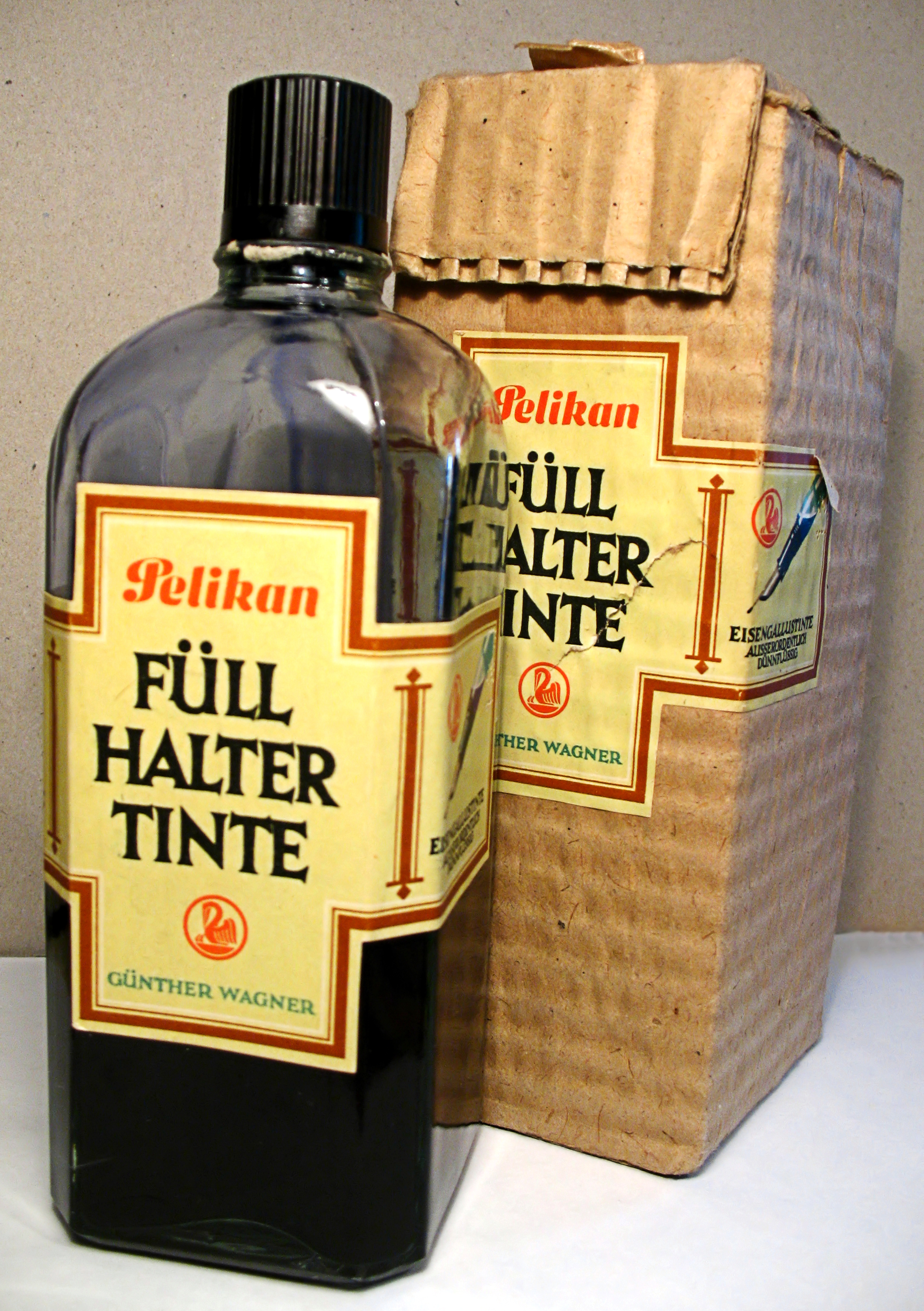
Inchiostro ferrogallico 0,5 l anni '50
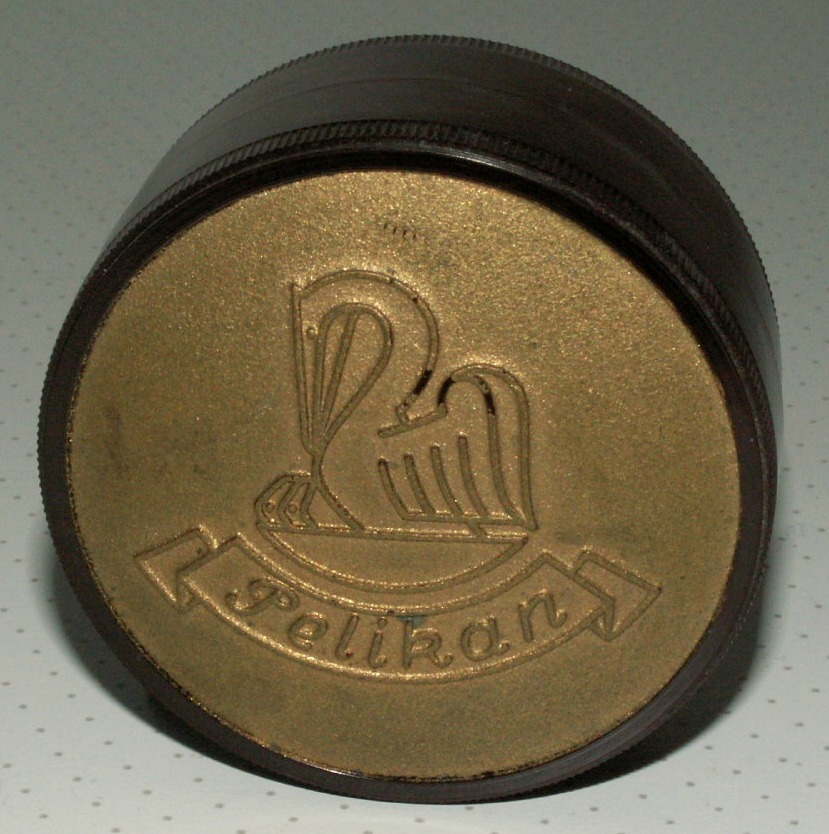
Pelikan nastro per macchina da scrivere
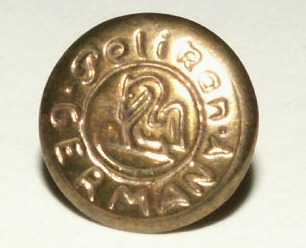
Pelikan puntina
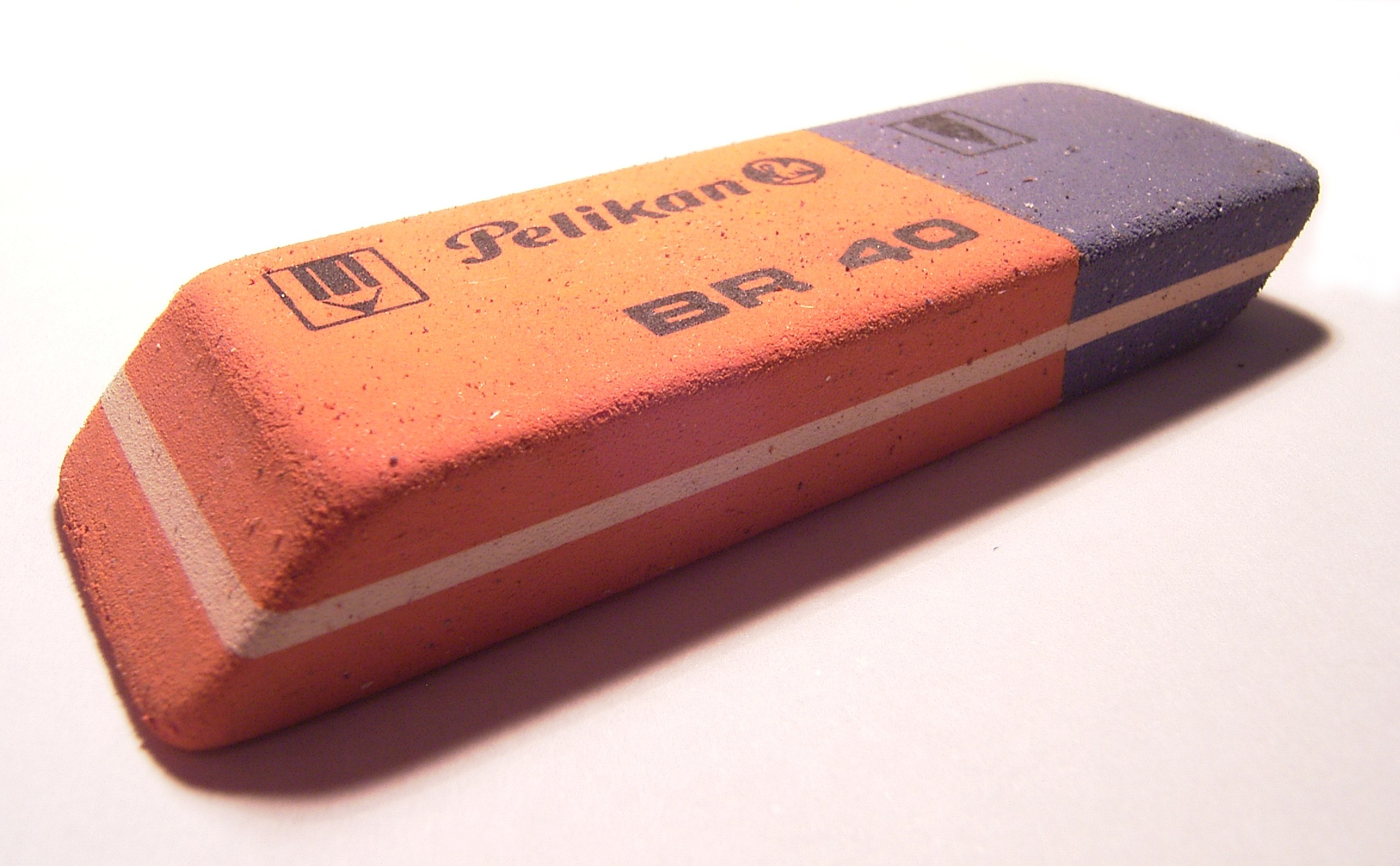
Gomma per cancellare Pelikan
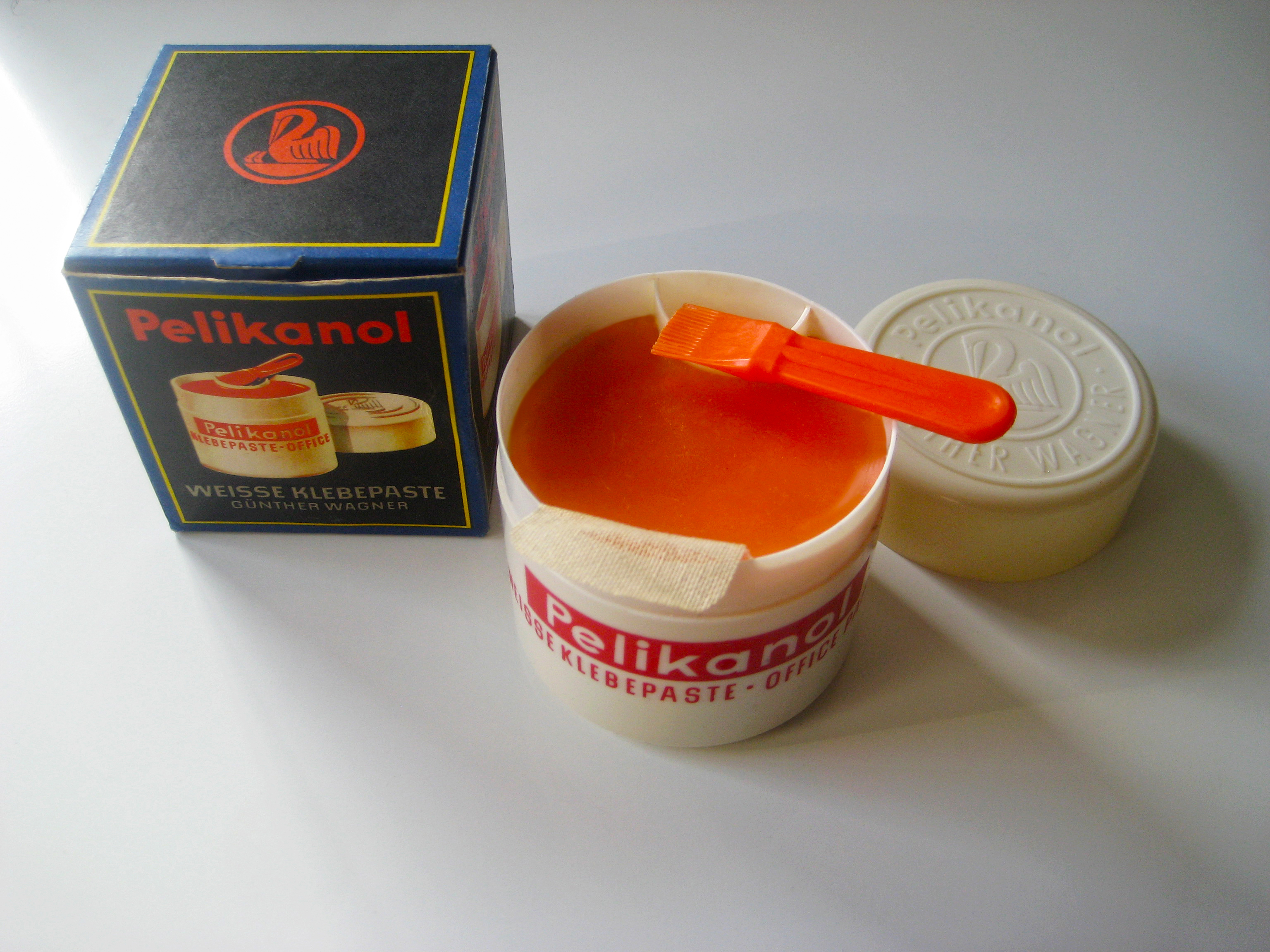
Pelikanol colla
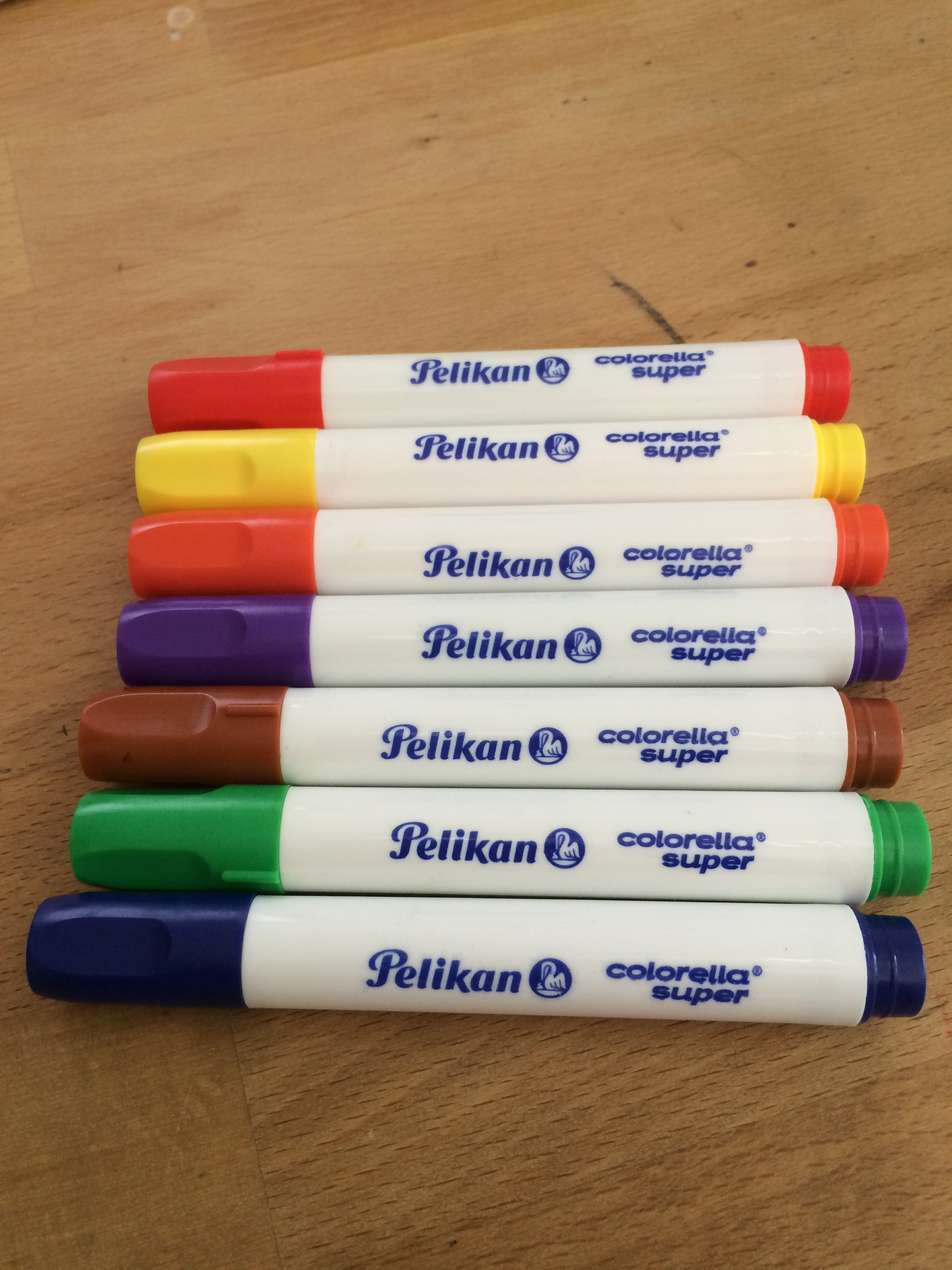
Pelikan pennarelli
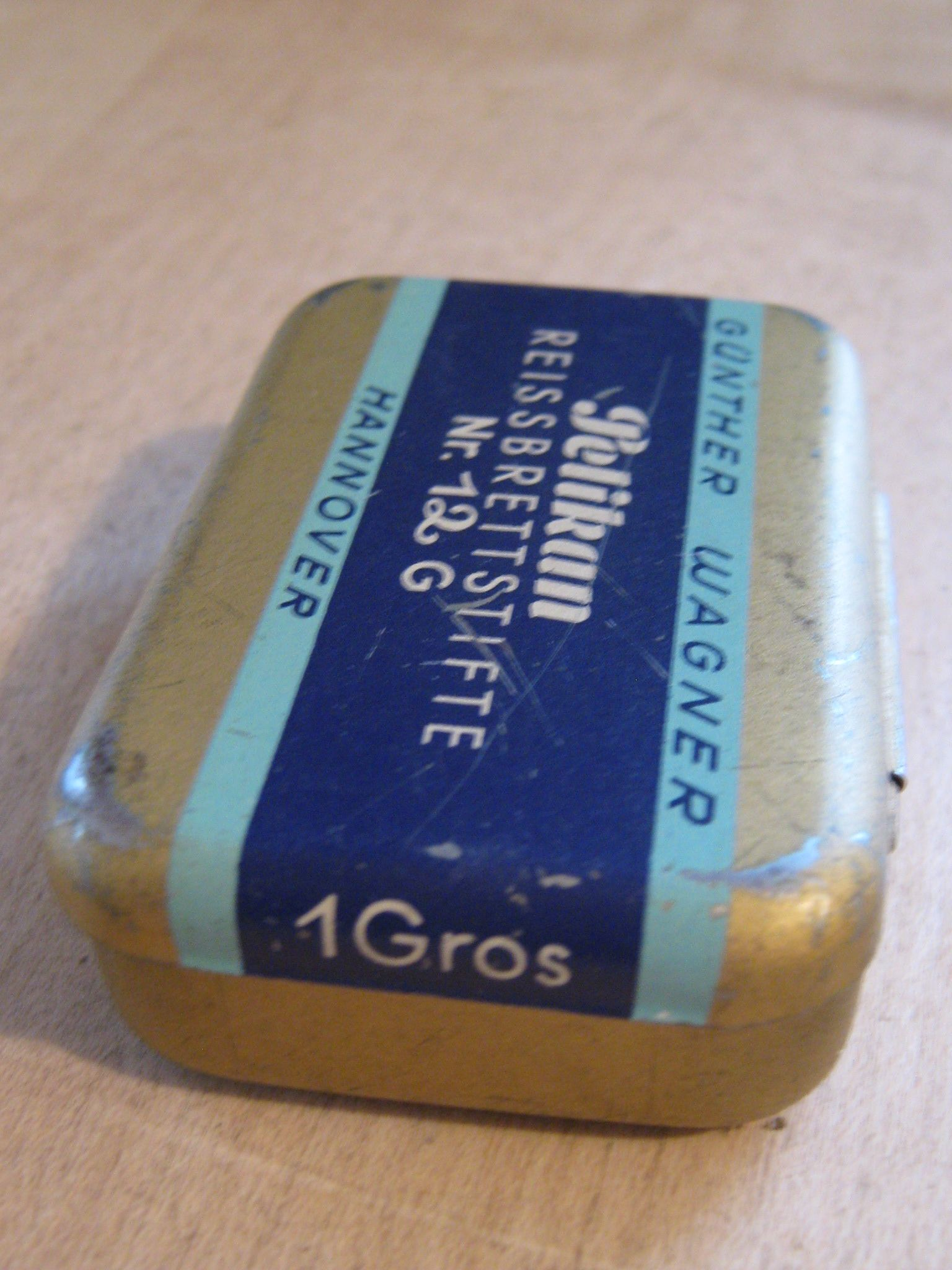
Scatola di metallo di puntine da disegno Pelikan, dimensione „1 Gros“
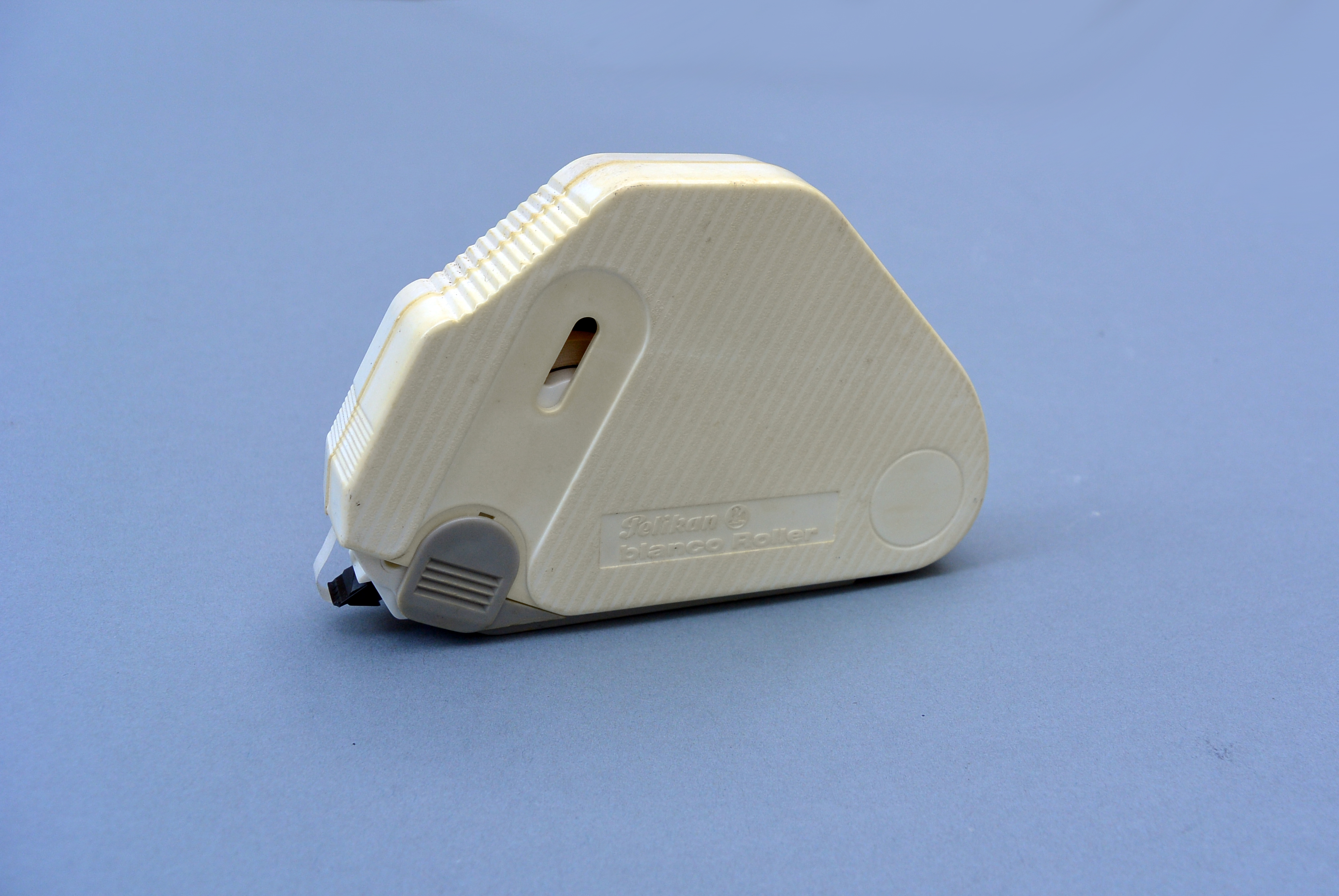
Pelikan nastro correttivo, design 1990 di Michele De Lucchi
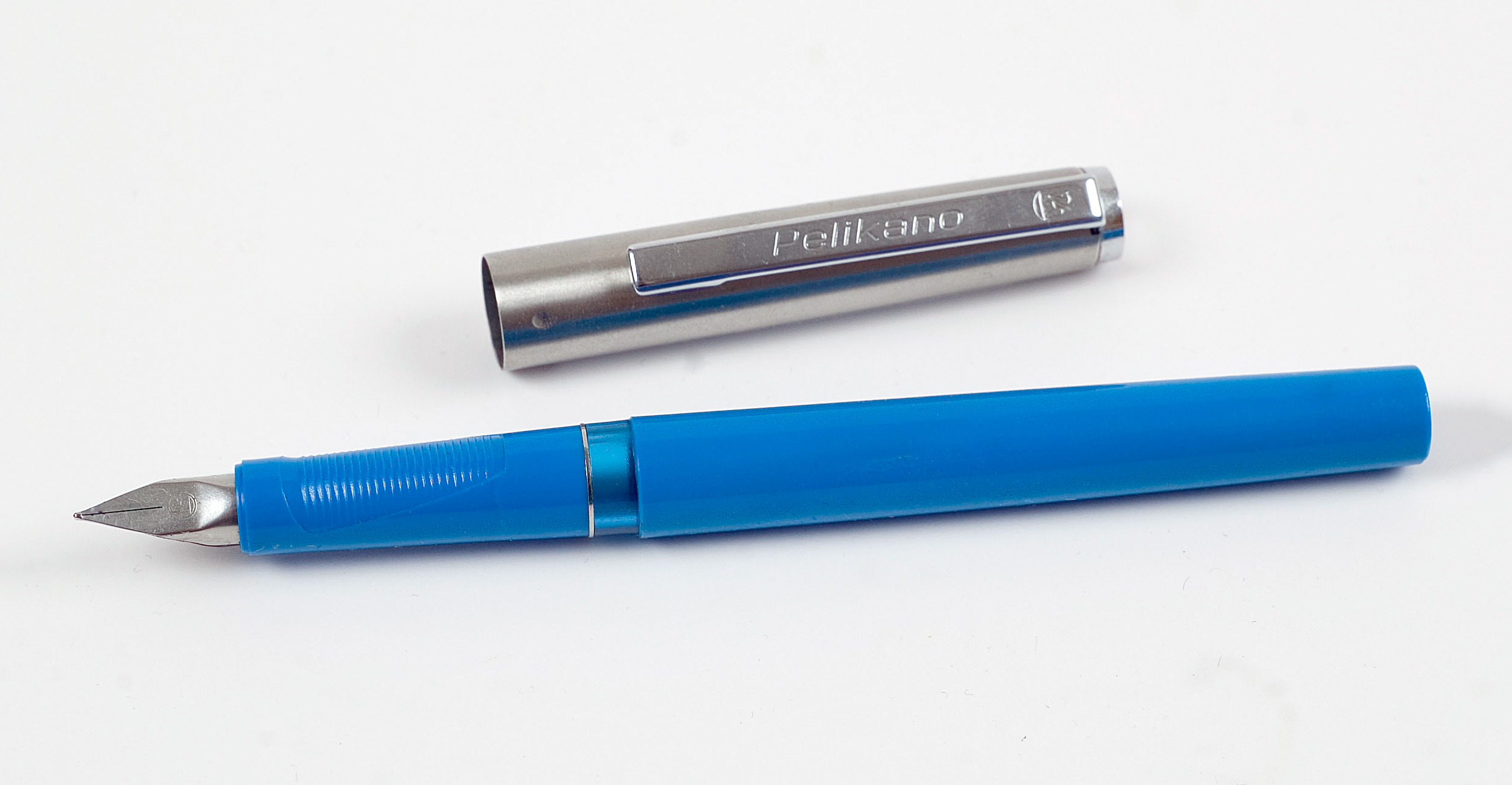
Pelikano stilo del 1982